# 六呂師高原スキーパーク
六呂師高原スキーパーク（ろくろしこうげんスキーパーク）は、福井県大野市南六呂師にあるスキー場である。同市内の六呂師高原に位置している。
旧名称は六呂師高原スキー場（ろくろしこうげんスキーじょう）。福井県が設置しているスキー場で、名称を「六呂師高原スキーパーク」に改め開業。大野市が指定管理者として運営、運営業務は九頭竜スキー場を運営する森山観光に委託していたが、利用者の低迷に伴い2021年度からの営業を停止している。気候の変化により、降雪量が安定せず豪雪と雪不足が繰り返されるため、観光開発はスキーからモンベルと連携したアウトドア活動に視点を変えることとなり、それに伴い関連施設の解体が予定されている。

## 概要
中部縦貫自動車道の開通を見据えて、旧六呂師高原スキー場を六呂師高原スキーパークとして再整備し、2017年1月21日に営業再開した。前スキー場の経営破綻以降、再整備を求める大野市や地元住民の声を受け、跡地を所有する県が再整備を進めた。大野市も休業中の温浴施設「うらら館」の営業を再開した。
また、2018年にはグラススキーとして夏場も滑走可能な人工芝ゲレンデを北陸地方（福井県・石川県・富山県）で初めて開業。これにより通年滑走が可能となっている。

## ゲレンデ
簡易リフト2基(100m、200m)、コース長約300m、平均斜度は7度と初心者向けのコースとなっている。また、隣接してそり専用コースが設置されている。なお、スノーボードは滑走不可となっている（夏季は滑走可能）。

## 施設
スキー場
- 妻平ヒュッテ（休憩室約120席分、トイレ等）
- 駐車場（約300台、無料）

隣接の施設など
- 温浴施設うらら館
- ミルク工房奥越前
- サン・スポーツランド
- 福井県自然保護センター
- 奥越高原青少年自然の家
- 奥越高原牧場
- ハックルベリーの森

## 六呂師高原スキー場(前身)
旧スキー場は、六呂師高原協業組合が運営していたが、2012年12月に組合の経営破綻に伴い閉鎖された。

### 歴史
1924年ごろ地元青年会により整備される。その後、六呂師高原協業組合の前身である株式会社六呂師高原観光開発によって1972年に創業、県内ではファミリーゲレンデとして親しまれてきた。1983年、協業組合として再発足し、地下1階、地上2階建てのホテル（106人収容）がオープン。1998年にはトロン温浴施設「うらら館」の営業を開始した。
1996年のピーク時には来場者数が約13万人に人に上っていたが、後発のスキー場との競争激化やリフト、ホテル設備の老朽化の影響などで、2007年以降の来場者数は年間2万人を割り込んでおり、2012年オープン直前に事業継続を断念した。

### コース
大きな一枚バーンのゲレンデと、その上部の三角形の急斜面が特徴。ナイター営業もされていた。スノーボードパークがあり、ハーフパイプが設置されていた時期もあった。ピーク時は最長距離1,800m、リフト3基だったが、クローズ直前は最長距離1300m、ペアリフト1基となっていた。
- 妻平コース
- パノラマコース
- 北斜面コース
- 三角山コース

### リフト
- 第5ペアリフト（ペアリフト）
- 長者リフト（シングルリフト）
- 第3リフト（シングルリフト）

### 施設
- 妻平ヒュッテ
- 六呂師ハイランドホテル
- トロン温浴施設「うらら館」
- 駐車場

### 閉鎖後
ゲレンデ内の第5ペアリフトと長者リフト、リフト券売所は撤去されている。
2015年9月、大野市はトロン温浴施設「うらら館」の営業を再開する方針を示し、2017年3月1日に営業を再開した。

## アクセス

### 自家用車
- 中部縦貫自動車道 白鳥ICより約90分
- 中部縦貫自動車道 大野ICより約20分